# Château de Beaujeu (Haute-Saône)
Pour les articles homonymes, voir Château de Beaujeu.
Le château de Beaujeu est un château situé à Beaujeu-Saint-Vallier-Pierrejux-et-Quitteur, en Haute-Saône (Franche-Comté).

## Description
Donjon roman du XIIe siècle. Dernier vestige des seigneurs de Beaujeu.

## Localisation
Le château est situé sur la commune de Beaujeu-Saint-Vallier-Pierrejux-et-Quitteur, dans le département français de la Haute-Saône.

## Historique
L'édifice est inscrit au titre des monuments historiques en 1977.